# Contra errores Graecorum
Contra errores Graecorum, ad Urbanum IV Pontificem Maximum ("Contro gli errori dei Greci, a Urbano IV Pontefice Massimo") è un breve trattato (un "opusculum") scritto nel 1263 dal teologo cattolico san Tommaso d'Aquino come contributo agli sforzi di papa Urbano per la riconciliazione con la Chiesa d'Oriente.
Tommaso d'Aquino scrisse il trattato nel 1263, mentre era teologo pontificio e lettore conventuale nello studium domenicano di Orvieto. Questa esperienza fu preceduta dalla sua prima reggenza come professore di teologia all'Università di Parigi, terminata nel 1259, e fu seguita nel 1265 dall'incarico di riformare lo studium domenicano a Santa Sabina, precursore della Pontificia Università San Tommaso d'Aquino, Angelicum, a Roma.

## Testo
Secondo il teologo domenicano Yves Congar, il titolo dell'opera non fu deciso da san Tommaso ed essa non contiene alcuna invettiva contro la dottrina della Chiesa d'Oriente, bensì una difesa della dottrina cattolica contro le loro incomprensioni.
I 72 capitoli dell'opera occupano ciascuno una lunghezza pari a quella di un paragrafo di un libro moderno. Tommaso d'Aquino presenta l'insegnamento dei Padri della Chiesa greca come in armonia con quello della Chiesa latina. Il libro è strutturato in due parti: la prima di 32 capitoli e la seconda di 40; ciascuna parte è preceduta da un prologo, mentre l'opera nel suo insieme si conclude con un epilogo. Tutta la prima parte e 31 dei 40 capitoli della seconda riguardano la pneumatologia (dottrina sullo Spirito Santo). Degli ultimi 9 capitoli, 7 trattano della posizione del Romano Pontefice, mentre gli ultimi due dell'uso del pane lievitato nell'Eucaristia e del Purgatorio.  Tommaso d'Aquino cita espressioni dei Padri della Chiesa greca a sostegno dell'insegnamento proposto dalla Chiesa latina.
Il trattato, scritto undici anni prima del Secondo Concilio di Lione del 1274 e non ad uso di esso, risultò influente per quest'ultimo. Invitato a parteciparvi, Tommaso d'Aquino morì mentre si recava a Lione.
L'edizione leonina del 1968 è disponibile in latino sul sito web del Corpus Thomisticum. Una traduzione completa in inglese è disponibile sul sito web della Provincia domenicana di San Giuseppe. Una diversa traduzione inglese, ma solo dei primi dieci capitoli, si trova sul sito web di Ecclesia Triumphans Catholic Apologetics.

## Contenuto
I titoli dei primi dieci capitoli dati in quest'ultima traduzione indicano alcuni aspetti contenuti del breve lavoro:
Come si deve intendere quando si dice che il Figlio ha dal Padre nello stesso in cui il causato ha da una causa (Quomodo intelligitur hoc quod dicitur quod filius habet a patre sicut causatum a causa).
1. Come si deve intendere quando si dice che il Figlio è secondo, dopo il Padre, e lo Spirito Santo è terzo (Quomodo intelligitur cum dicitur, quod filius sit secundus a patre, et spiritus sanctus sit tertius).
2. Come si deve intendere quando si dice che lo Spirito Santo è la terza luce (Quomodo intelligitur hoc quod spiritus sanctus sit tertium lumen).
3. Come si deve intendere quando si dice che l'essenza è generata nel Figlio ed è oggetto di spirazione nello Spirito Santo (Quomodo intelligitur, quod essentia sit genita in filio, et spirata in spiritu sancto).
4. Come si deve intendere quando si dice che Gesù è il Figlio dell'essenza del Padre (Quomodo intelligitur quod Iesus dicitur filius paternae essentiae).
5. Come si deve intendere quando si dice che ciò che è naturalmente del Padre, è naturalmente del Figlio (Quomodo intelligitur, quod quae sunt propria naturaliter patris, sunt propria filii).
6. Come si deve intendere quando si dice che alla perfezione del Padre non manca nulla né del Figlio né dello Spirito Santo (Quomodo intelligitur quod pater neque filio neque spiritu sancto indiget ad sui perfectem).
7. Come si deve intendere quando lo Spirito Santo è detto non generato (Quomodo intelligitur quod spiritus sanctus dicatur ingenitus).
8. Come si deve intendere quando si dice che lo Spirito Santo è il mediatore tra il Padre e il Figlio (Quomodo intelligitur quod spiritus sanctus dicitur medius patris et filii).
9. Come si deve intendere quando si dice che lo Spirito Santo è immagine del Figlio (Quomodo intelligitur hoc quod dicitur, quod spiritus sanctus sit imago filii).

Nel suo trattato Tommaso d'Aquino "dimostrò che c'era un'armonia teologica tra i Padri della Chiesa greca e la Chiesa latina". Egli sottolineò che una fonte di incomprensioni tra greci e latini era la difficoltà di trovare parole appropriate in ciascuna lingua` con le quali tradurre nell'altra i termini tecnici della teologia:
È quindi compito del buon traduttore, quando traduce materiale che tratta della fede cattolica, di preservare il significato, ma di adattare il modo di espressione in modo che sia in armonia con l'idioma della lingua in cui sta traducendo. Perché ovviamente, quando qualsiasi cosa detta in modo letterale in latino è spiegata nel linguaggio comune, la spiegazione risulterà inutile se sarà semplicemente parola per parola. Tanto più che quando qualcosa espresso in una lingua viene tradotto semplicemente parola per parola in un'altra, non sorprende che a volte si riscontrino delle perplessità sul significato dell'originale.»
(Prologo al Contra errores Graecorum)

## Problema delle fonti
L'impatto apologetico dell'opera rimase limitato, per il fatto che Tommaso utilizzò una raccolta di testi compilata da Nicola da Crotone che conteneva attribuzioni dubbie e glosse personali del compilatore, il quale piegò i testi in direzione della teologia latina. Secondo Jean-Pierre Torrell, «su quattro questioni specifiche riguardanti la processione a filio, il primato del papa, la celebrazione eucaristica con gli azzimi e il purgatorio, Tommaso è chiaramente costretto ad affidarsi maggiormente ai testi più vicini alla teologia latina, laddove infatti queste sono glosse estranee ai Padri».